# Mappershainer Kopf
Der Mappershainer Kopf bei Mappershain im hessischen Rheingau-Taunus-Kreis ist eine Erhebung im Mittelgebirge Taunus und mit 548 m ü. NHN die höchste im Westlichen Hintertaunus.

## Geographie

### Lage
Der Mappershainer Kopf liegt im Westlichen Hintertaunus im Naturpark Rhein-Taunus. Sein Gipfel erhebt sich rund 500 m nordwestlich von Mappershain und etwa 1,5 km ostsüdöstlich von Langschied. Etwa 1 km östlich der Erhebung, auf dem sich ein Teil der Kemeler Heide erstreckt, liegt der Wasserscheidepunkt zwischen dem Dörsbach im Norden und der Wisper im Westen, die beide hier entspringen, sowie der Aar im Osten.
Etwa 5 km auf dem Kemeler Rücken nordwestlich des Mappershainer Kopfs, liegt als zweithöchste Erhebung im Westlichen Hintertaunus der Graue Kopf mit 543,4 m.

### Naturräumliche Zuordnung
Der Mappershainer Kopf zählt in der naturräumlichen Haupteinheitengruppe Taunus (Nr. 30) und in der Haupteinheit Westlicher Hintertaunus (304) zur Untereinheit Westlicher Aartaunus (304.1), wobei seine Landschaft nach Südwesten in die Untereinheit Wispertaunus (304.0) abfällt.

## Verkehr und Wandern
Etwa 500 m nordöstlich vorbei am Gipfel des Mappershainer Kopfs verläuft die Bundesstraße 260 (teils auch Bäderstraße Taunus genannt), die dort etwa 515 m Höhe erreicht. Von dieser Straße zweigt etwa 1 km (jeweils Luftlinie) östlich des Gipfels die Kreisstraße 680 als nach Mappershain führende Stichstraße ab. Zum Beispiel an diesen Straßen beginnend kann man den Berg auf Waldwegen und -pfaden erwandern.